# 上西里西亚攻势
上西里西亚攻势1945年3月15日至3月31日期間是伊万·科涅夫指揮下的乌克兰第1方面军對納粹德國发起的攻势。其目的是夺取上西里西亞的资源。德国的中央集團軍負責防御上西里西亞地區。
在蘇聯佔領拉齐布日和凱奇后，伊万·科涅夫宣布攻勢结束。 